# Ladies Open Biel Bienne 2017 - Qualificazioni singolare
Le qualificazioni del singolare del Ladies Open Biel Bienne 2017 sono state un torneo di tennis preliminare per accedere alla fase finale della manifestazione. Le vincitrici dell'ultimo turno sono entrate di diritto nel tabellone principale. In caso di ritiro di una o più giocatrici aventi diritto a queste sono subentrati le lucky loser, ossia le giocatrici che hanno perso nell'ultimo turno ma che avevano una classifica più alta rispetto alle altre partecipanti che avevano comunque perso nel turno finale.

## Teste di serie
1. Aljaksandra Sasnovič (qualificata)
2. Rebecca Šramková (primo turno)
3. Aryna Sabalenka (secondo turno)
4. Richèl Hogenkamp (secondo turno)

1. Tamara Korpatsch (primo turno)
2. Tereza Smitková (secondo turno)
3. Anastasiya Komardina (primo turno)
4. Ivana Jorović (secondo turno)

## Qualificate
1. Aljaksandra Sasnovič
2. Marie Bouzková

1. Markéta Vondroušová
2. Antonia Lottner

### Lucky loser
1. Lina Gjorcheska

## Tabellone

### Legenda
| - Q = Qualificato - WC = Wild card - LL = Lucky loser | - ALT = Alternate - SE = Special Exempt - PR = Protected Ranking | - w/o = Walkover - r = Ritirato - d = Squalificato |

### Sezione 1
|  | Primo turno          | Primo turno          | Primo turno    | Primo turno | Primo turno |  |  | Secondo turno      | Secondo turno        | Secondo turno | Secondo turno   | Secondo turno   |   |   | Ultimo turno | Ultimo turno         | Ultimo turno         | Ultimo turno | Ultimo turno |  |
|  |                      |                      |                |             |             |  |  |                    |                      |               |                 |                 |   |   |              |                      |                      |              |              |  |
|  | Aljaksandra Sasnovič |                      |                |             |             |  |  |                    |                      |               |                 |                 |   |   |              |                      |                      |              |              |  |
|  | bye                  | bye                  | bye            | bye         | bye         |  |  | 1                  | Aljaksandra Sasnovič | 6             | 4               | 6               |   |   |              |                      |                      |              |              |  |
|  | Amra Sadiković       | Amra Sadiković       | Amra Sadiković | 6           | 7           |  |  |                    | Amra Sadiković       | 3             | 6               | 3               |   |   |              |                      |                      |              |              |  |
|  | Tess Sugnaux         | Tess Sugnaux         | Tess Sugnaux   | 2           | 5           |  |  |                    |                      |               |                 |                 |   |   | 1            | Aljaksandra Sasnovič | Aljaksandra Sasnovič | 6            | 6            |  |
|  | Olga Savchuk         | Olga Savchuk         | 2              | 6           | 2           |  |  |                    |                      |               | Lina Gjorcheska | Lina Gjorcheska | 3 | 2 |              |                      |                      |              |              |  |
|  | Lina Gjorcheska      | Lina Gjorcheska      | 6              | 3           | 6           |  |  | Lina Gjorcheska    | Lina Gjorcheska      | 6             | 4               | 6               |   |   |              |                      |                      |              |              |  |
|  |                      | Diāna Marcinkēviča   | 2              | 6           | 6           |  |  | Diāna Marcinkēviča | Diāna Marcinkēviča   | 4             | 6               | 4               |   |   |              |                      |                      |              |              |  |
|  | 7                    | Anastasiya Komardina | 6              | 2           | 0           |  |  |                    |                      |               |                 |                 |   |   |              |                      |                      |              |              |  |

### Sezione 2
|  | Primo turno      | Primo turno      | Primo turno      | Primo turno | Primo turno |  |  | Secondo turno    | Secondo turno    | Secondo turno    | Secondo turno  | Secondo turno  |   |   | Ultimo turno   | Ultimo turno   | Ultimo turno   | Ultimo turno | Ultimo turno |  |
|  |                  |                  |                  |             |             |  |  |                  |                  |                  |                |                |   |   |                |                |                |              |              |  |
|  | 2                | Rebecca Šramková | Rebecca Šramková | 4           | 4           |  |  |                  |                  |                  |                |                |   |   |                |                |                |              |              |  |
|  |                  | Marie Bouzková   | Marie Bouzková   | 6           | 6           |  |  | Marie Bouzková   | Marie Bouzková   | Marie Bouzková   | 6              | 6              |   |   |                |                |                |              |              |  |
|  | Eden Silva       | Eden Silva       | Eden Silva       | 4           | 1           |  |  | Vivien Juhászová | Vivien Juhászová | Vivien Juhászová | 2              | 4              |   |   |                |                |                |              |              |  |
|  | Vivien Juhászová | Vivien Juhászová | Vivien Juhászová | 6           | 6           |  |  |                  |                  |                  |                |                |   |   | Marie Bouzková | Marie Bouzková | Marie Bouzková | 6            | 6            |  |
|  | WC               | Simona Waltert   | 6                | 0           | 2           |  |  |                  |                  | Amandine Hesse   | Amandine Hesse | Amandine Hesse | 2 | 4 |                |                |                |              |              |  |
|  |                  | Amandine Hesse   | 4                | 6           | 6           |  |  |                  | Amandine Hesse   | 4                | 6              | 6              |   |   |                |                |                |              |              |  |
|  | WC               | Xenia Knoll      | Xenia Knoll      | 1           | 1           |  |  | 8                | Ivana Jorović    | 6                | 2              | 3              |   |   |                |                |                |              |              |  |
|  | 8                | Ivana Jorović    | Ivana Jorović    | 6           | 6           |  |  |                  |                  |                  |                |                |   |   |                |                |                |              |              |  |

### Sezione 3
|  | Primo turno             | Primo turno             | Primo turno     | Primo turno | Primo turno |  |  | Secondo turno | Secondo turno       | Secondo turno   | Secondo turno   | Secondo turno   |   |   | Ultimo turno        | Ultimo turno        | Ultimo turno        | Ultimo turno | Ultimo turno |  |
|  |                         |                         |                 |             |             |  |  |               |                     |                 |                 |                 |   |   |                     |                     |                     |              |              |  |
|  | 3                       | Aryna Sabalenka         | Aryna Sabalenka | 6           | 6           |  |  |               |                     |                 |                 |                 |   |   |                     |                     |                     |              |              |  |
|  | WC                      | Ylena In-Albon          | Ylena In-Albon  | 2           | 0           |  |  | 3             | Aryna Sabalenka     | 6               | 2               | 1               |   |   |                     |                     |                     |              |              |  |
|  | Tessah Andrianjafitrimo | Tessah Andrianjafitrimo | 6               | 3           | 4           |  |  |               | Markéta Vondroušová | 2               | 6               | 6               |   |   |                     |                     |                     |              |              |  |
|  | Markéta Vondroušová     | Markéta Vondroušová     | 4               | 6           | 6           |  |  |               |                     |                 |                 |                 |   |   | Markéta Vondroušová | Markéta Vondroušová | Markéta Vondroušová | 7            | 6            |  |
|  | Jasmine Paolini         | Jasmine Paolini         | 7               | 4           | 6           |  |  |               |                     | Jasmine Paolini | Jasmine Paolini | Jasmine Paolini | 5 | 2 |                     |                     |                     |              |              |  |
|  | Aleksandrina Najdenova  | Aleksandrina Najdenova  | 5               | 6           | 2           |  |  |               | Jasmine Paolini     | 2               | 6               | 6               |   |   |                     |                     |                     |              |              |  |
|  |                         | Jana Fett               | 3               | 6           | 4           |  |  | 6             | Tereza Smitková     | 6               | 4               | 3               |   |   |                     |                     |                     |              |              |  |
|  | 6                       | Tereza Smitková         | 6               | 2           | 6           |  |  |               |                     |                 |                 |                 |   |   |                     |                     |                     |              |              |  |

### Sezione 4
|  | Primo turno               | Primo turno               | Primo turno               | Primo turno | Primo turno |  |  | Secondo turno      | Secondo turno      | Secondo turno      | Secondo turno      | Secondo turno      |   |   | Ultimo turno    | Ultimo turno    | Ultimo turno    | Ultimo turno | Ultimo turno |  |
|  |                           |                           |                           |             |             |  |  |                    |                    |                    |                    |                    |   |   |                 |                 |                 |              |              |  |
|  | 4                         | Richèl Hogenkamp          | 3                         | 6           | 7           |  |  |                    |                    |                    |                    |                    |   |   |                 |                 |                 |              |              |  |
|  | WC                        | Natalie Pröse             | 6                         | 2           | 5           |  |  | 4                  | Richèl Hogenkamp   | Richèl Hogenkamp   | 3                  | 2                  |   |   |                 |                 |                 |              |              |  |
|  | Antonia Lottner           | Antonia Lottner           | Antonia Lottner           | 7           | 6           |  |  |                    | Antonia Lottner    | Antonia Lottner    | 6                  | 6                  |   |   |                 |                 |                 |              |              |  |
|  | Anna Karolína Schmiedlová | Anna Karolína Schmiedlová | Anna Karolína Schmiedlová | 5           | 4           |  |  |                    |                    |                    |                    |                    |   |   | Antonia Lottner | Antonia Lottner | Antonia Lottner | 6            | 6            |  |
|  | WC                        | Leonie Küng               | Leonie Küng               | 4           | 3           |  |  |                    |                    | Valerija Solov'ëva | Valerija Solov'ëva | Valerija Solov'ëva | 2 | 3 |                 |                 |                 |              |              |  |
|  |                           | Lesley Kerkhove           | Lesley Kerkhove           | 6           | 6           |  |  | Lesley Kerkhove    | Lesley Kerkhove    | Lesley Kerkhove    | 1                  | 63                 |   |   |                 |                 |                 |              |              |  |
|  |                           | Valerija Solov'ëva        | 6                         | 4           | 6           |  |  | Valerija Solov'ëva | Valerija Solov'ëva | Valerija Solov'ëva | 6                  | 7                  |   |   |                 |                 |                 |              |              |  |
|  | 5                         | Tamara Korpatsch          | 2                         | 6           | 4           |  |  |                    |                    |                    |                    |                    |   |   |                 |                 |                 |              |              |  |